# René Joder
René André Louis Joder (Parigi, 27 febbraio 1913 – Bry-sur-Marne, 9 giugno 2005) è stato un pallanuotista francese.
Era un membro della squadra nazionale di pallanuoto maschile della Francia. Ha gareggiato con la squadra alle Olimpiadi estive del 1936 finendo al quarto posto.